# Крутоярское сельское поселение (Рязанская область)
Крутоярское се́льское поселе́ние — муниципальное образование в Касимовском районе Рязанской области Российской Федерации.
Административный центр — посёлок Крутоярский.

## История
Крутоярское сельское поселение образовано в 2004 году из Крутоярского сельского округа. Крутоярский сельский округ, в свою очередь, был переименован из Николаевского сельского округа в 1998 г.

## Население
| 2010  | 2012  | 2013  | 2014  | 2015  | 2016  | 2017  |
| ----- | ----- | ----- | ----- | ----- | ----- | ----- |
| 2168  | ↘2162 | ↗2175 | ↘2152 | ↘2127 | ↘2123 | ↘2103 |
| 2018  | 2019  | 2020  | 2021  |       |       |       |
| ↗2117 | ↘2099 | ↗2113 | ↘2094 |       |       |       |

## Состав сельского поселения
| №  | Населённый пункт | Тип населённого пункта          | Население |
| -- | ---------------- | ------------------------------- | --------- |
| 1  | Басово           | деревня                         | ↘21       |
| 2  | Бучнево          | деревня                         | 18        |
| 3  | Крутоярский      | посёлок, административный центр | ↗1624     |
| 4  | Малеево          | село                            | ↘359      |
| 5  | Морозово         | деревня                         | 28        |
| 6  | Николаевское     | село                            | ↘28       |
| 7  | Новляны          | деревня                         | ↘15       |
| 8  | Пальчинки        | деревня                         | 1         |
| 9  | Телебукино       | село                            | ↘49       |
| 10 | Фроловское       | деревня                         | 1         |
| 11 | Чернышово        | деревня                         | ↘9        |
| 12 | Шульгино         | деревня                         | ↘15       |